# Бенедетто Кайролі
Бенедетто Кайролі (італ. Benedetto Cairoli; 1825—1889) — італійський політик і державний діяч, двічі очолював кабінет міністрів Італії.

## Біографія
Бенедетто Кайролі народився в італійському регіоні Ломбардія в місті Павія 28 січня 1825 року.
Ще будучи студентом юридичного факультету, Кайролі, в 1848 році, виступив як волонтер. У 1859 році він був посередником між патріотами Генуї і Ломбардії, а також волонтером в загоні альпійських стрільців під командою Джузеппе Гарібальді.
У 1860 році під час сицилійської експедиції він був одним зі знаменитої «тисячі» і командував сьомою ротою, яку Гарібальді називав «ядром героїв». При взятті Палермо Бенедетто був серйозно поранений в ногу.
У 1860 році він був обраний депутатом і зайняв місце в крайній лівій партії, разом з Гарібальді, з яким і вийшов у відставку в початку 1864 року. Незабаром він знову був обраний членом палати і в 1867—1870 роках був одним з її віце-президентів.
Коли Агостіно Депретіс 1876 року став міністром, Кайролі замінив його на посту керівника лівої партії, а в березні 1878 року був обраний президентом палати. У тому ж місяці, після падіння міністерства Депретіса-Кріспі, король Італії Умберто I доручив Кайролі утворити кабінет, в якому він взяв портфель міністра закордонних справ.
Однак, внаслідок чвар у партії прогресистів, Кайролі не міг забезпечити собі більшості в італійському парламенті, і в грудні того ж року поступився місцем Депретіса. У липні 1879 року Бенедетто знову став на чолі міністерства і, на увазі що тривали чвар, з'єднався з Депретіса, якого залучив до складу міністерства.
Групи Кріспі і Нікотеро примкнули до правої і змусили короля розпустити палат, у травні 1880 року. Кабінет Кайролі-Депретіса проіснував ще рік і встиг провести кілька важливих заходів.
У травні 1881 року Бенедетто вийшов у відставку, внаслідок інтерпеляції по туніському питання, і главою кабінету став Депретіса.
Згодом Кайролі увійшов, разом з Нікотеро, Дзанарделлі і Баккаріні, до складу «Пентархію» — політичної групи, яку утворив Кріспі, що з'явився головним діячем її і при її посередництві відкрив собі шлях до влади. Популярності імені Кайролі сприяла також геройська смерть чотирьох його братів, які полягли в боротьбі за незалежність і свободу Італії в 1859—1867 роках. На їхню честь, в 1883 році, споруджено пам'ятник на Монте-Пінчов, у Римі.
Виховала їх мати, Аделаїду Кайролі, відрізнялася високими моральними якостями, називали «матір'ю Гракхів» (пом. 1872).
Кайролі Бенедетто помер у Неаполі 8 серпня 1889 року.